# Sviluppo metrico
Lo sviluppo metrico è un sistema che si adotta per confrontare la lunghezza di rapporti differenti nelle biciclette.
Consiste nel calcolare quanti metri percorre la ruota posteriore della bicicletta ad ogni giro completo di pedale.Su di esso influiscono tre fattori:
- il numero di denti della corona
- il numero di denti del pignone
- la circonferenza della ruota

Biciclette che montano lo stesso rapporto, possono tuttavia avere uno sviluppo metrico differente a causa della diversa misura della ruota.
Si calcola come il rapporto fra il numero di denti della corona fratto il numero di denti del pignone moltiplicando questo risultato per la circonferenza in metri della ruota.
{\displaystyle {\text{Sviluppo Metrico}}={n_{c} \over n_{p}}\times {c}}
Dove
{\displaystyle c} = circonferenza della ruota
{\displaystyle n_{c}} = numero di denti della corona
{\displaystyle n_{p}} = numero di denti del pignone
Più questo risultato è piccolo e più il rapporto sarà "agile", cioè permetterà una maggiore accelerazione e sarà adatto a percorsi in salita.
Per dare un termine di confronto le normali bici da passeggio montano rapporti che hanno sviluppi metrici dai 4,5 ai 5,5 metri, le bici da corsa hanno sviluppi che vanno da un minimo anche inferiore ai 3 metri ad un massimo di oltre 10 metri (usato in discesa e nelle volate dai professionisti), le mountain bike anche da poco più di 1 metro a circa 8.
Il rapporto di una bicicletta può essere anche espresso come gear inches, che equivale al diametro in pollici della ruota di un biciclo con lo stesso rapporto, o come gain ratio, che esprime con un numero puro il rapporto fra la distanza percorsa dal pedale e quella percorsa dalla ruota, tenendo quindi anche in considerazione la misura della pedivella.